# Zbór Śląskiego Kościoła Ewangelickiego Augsburskiego Wyznania w Czeskim Cieszynie
Zbór Śląskiego Kościoła Ewangelickiego Augsburskiego Wyznania w Czeskim Cieszynie – zbór (parafia) luterańska w Czeskim Cieszynie, należąca do senioratu cieszyńsko-hawierzowskiego Śląskiego Kościoła Ewangelickiego Augsburskiego Wyznania, w kraju morawsko-śląskim, w Czechach. Liczy około 700 członków, średnia frekwencja na nabożeństwach wynosi około 150 wiernych.

## Historia
Czeski Cieszyn powstał w 1920 roku w wyniku podziału dawnego Księstwa Cieszyńskiego pomiędzy Polskę i Czechosłowację. Ustalona wtedy granica przebiegała przez miasto Cieszyn wzdłuż rzeki Olzy, dzieląc miasto na dwie części. Wcześniej obszar obecnego Czeskiego Cieszyna należał do zboru cieszyńskiego skupionego wokół kościoła Jezusowego. Po 1920 sześć polskojęzycznych zborów luterańskich w granicach Czechosłowacji (Błędowice, Bystrzyca, Ligotka Kameralna, Nawsie, Orłowa i Trzyniec) utworzyło odrębny Kościół Ewangelicki Augsburskiego Wyznania na Śląsku Wschodnim w Czechosłowacji, który został oficjalnie uznany w dniu 24 maja 1923. Wśród ewangelików czeskocieszyńskich nastąpił podział, propolska część chciała przyłączyć się do powyższych sześciu zborów, natomiast tzw. ślązakowcy i miejscowi Niemcy chcieli przyłączyć się do Niemieckiego Kościoła Ewangelickiego w Czechach, na Morawach i na Śląsku. Konflikt rozgorzał w trakcie wyborów pastora w 1923, podczas którego wybrano pochodzącego z Kojkowic Pawła Zahradnika. Z wyborem tym nie pogodziło się 27 polskich członków zborowego zgromadzenia. Złożyli oni swe mandaty i wystąpili ze zboru 1 marca 1925. 15 marca 3000 osób postanowiło założyć własny zbór. Do kuratorium wybrano Rudolfa Cichego z Olbrachcic, Jana Kuboka z Końskiej i Sobiesława Cienciałę z Mistrzowic. Poinformowano o tym orłowski seniorat obejmujący czeski Śląsk Cieszyński, na czele którego stał wówczas Józef Folwarczny. W 1926 na własnego pastora powołano Józefa Bergera. W 1927 zbór niemiecki ukończył budowę kościoła ewangelickiego Na Rozwoju. Nabożeństwa polskie początkowo prowadzono w zaadaptowanej hali warsztatów naprawy maszyn rolniczych Jana Unucki, poświęconej przez Oskara Michejdę 6 lutego 1927. Do oficjalnego uznania zboru przez urząd krajowy w Opawie doszło dopiero 10 czerwca 1928. Nowy kościół nazywany popularnie Na Niwach zaprojektowany przez architekta Edwarda Davida wybudowano w latach 1931-1932.
Kiedy w październiku 1938 Polska dokonała aneksji tzw. Zaolzia zbory Śląskiego Kościoła Ewangelickiego połączono z polskim Kościołem ewangelicko-augsburskim. Już rok później, po włączeniu większości terenu Śląska Cieszyńskiego do III Rzeszy podporządkowano je niemieckiemu konsystorzowi we Wrocławiu, a pastor Paweł Zahradnik zaaprobował uwięzienie wszystkich polskich duchownych. Po drugiej wojnie światowej ŚKEAW ponownie uznano oficjalnie w 1948. Staraniem ks. Józefa Bergera kościół Na Niwach pozostał Ewangelicko-Augsburskim. W latach 1995–2011 korzystał z niego również czeskocieszyński zbór Luterańskiego Ewangelickiego Kościoła Augsburskiego Wyznania w Republice Czeskiej.